# Roger Kellaway
Roger Kellaway (Waban, Massachusetts, 1 de noviembre de 1939) es un pianista, teclista, contrabajista, compositor y arreglista estadounidense de jazz.

## Historial
Comenzó tocando el piano aún niño y elaborando arreglos para la big band de la Newton High School. Tras estudiar contrabajo y piano en el conservatorio de Nueva Inglaterra, inicia su carrera profesional con la banda de Jimmy McPartland, como contrabajista. Después tocará con el cantante Mark Murphy y con el grupo de Kai Winding, ya como pianista. En 1964 se incorpora al grupo de Bob Brookmeyer y Clark Terry, colaborando también, de forma paralela con otras formaciones como  "Russian Jazz Quartet", Zoot Sims, Herbie Mann, Oliver Nelson y muchos más, entre 1964 y 1966. En 1967 forma su propio trío, con el que toca básicamente en la zona de Los Ángeles (California).
A partir de finales de los años 1960, se dedica de forma más intensiva al trabajo como músico de sesión, y a la composición de bandas sonoras para cine y programas de TV. En su haber hay al menos 25 bandas sonoras, entre las que se encuentra "A star is born", con Barbra Streisand, por la que obtuvo además la nominación al Oscar, y las canciones que Bobby Darin interpretaba en la película "Doctor Dolittle". También fue premiado con un Grammy por sus composiciones para el disco “Memos From Paradise” de Eddie Daniels. No obstante, continuó realizando grabaciones como líder y tocando, en los años 1980, con músicos como Marian McPartland o Red Mitchell. 
En los años 2000, compuso, arregló y dirigió musicalmente diversos espectáculos, entre los que destacan la celebración del 100º aniversario de Kurt Weill (2000), la gira del musical "Beyond the Sea" (2004) o el estreno en Buenos Aires de la ópera "Nova", de Paul McCartney. En 2008, Kellaway fue el director y pianista de la banda que acompañó a Van Morrison en los conciertos llamados Astral Weeks Live at the Hollywood Bowl, que celebraban el 40.º aniversario de la edición del disco homónimo.

## Estilo
Algunos autores consideran que Kellaway es una de las grandes figuras desconocidas del jazz de los años 1960, acompañante sin competencia, con una gran seguridad armónica e influido en sus conceptos por Oscar Peterson y Bud Powell. Heredero además de una sólida tradición de stride piano, y pionero en el uso del clavinete eléctrico, en ocasiones se le ha descrito como un verdadero "camaleón musical". Experimentador, se movió en campos muy diversos dentro del jazz, desde el hard bop hasta el jazz de cámara, precursor del new age. Destaca la serie de discos "Cello Quartet", para el sello A&M (reeditados después por Verve).

## Discografía

### Como líder
- A Portrait of Roger Kellaway (Regina/Fresh Sound Records, 1963).
- Happiness (con el Russian Jazz Quartet, Impulse!, 1964).
- The Roger Kellaway Trio (Prestige/OJC, 1965).
- Solo Piano (Dobre Records, 1970's)
- Say That Again (Dobre Records)
- Alone Together (Dragon, 1988) con Red Mitchell.
- Live At Mayback Recital Hall – Vol. 11 (Concord Jazz, 1991).
- What Was That (Dragon, 1991) con Jan Allan.
- Roger Kellaway Meets Gene Bertoncini And Michael Moore (Chianscuro, 1992).
- Life’s A Take (Concord, 1992)
- Inside & Out (Concord, 1995), con Ruby Braff.

### Como acompañante
con J. J. Johnson y Kai Winding
- Betwixt & Between (A&M/CTI, 1969)

con Oliver Nelson
- More Blues and the Abstract Truth (Impulse!, 1964)
- Soulful Brass con Steve Allen (Impulse!, 1968)

con Ben Webster
- See You at the Fair  (Impulse!, 1964)

con Sonny Rollins
- Alfie (Impulse!, 1966)

con Lalo Schifrin
- There's a Whole Lalo Schifrin Goin' On (Dot, 1968)

con Clark Terry
- The Happy Horns of Clark Terry (Impulse!, 1964)

## Premios y distinciones
Premios Óscar
| Año  | Categoría          | Película               | Resultado |
| ---- | ------------------ | ---------------------- | --------- |
| 1977 | Mejor orquestación | Ha nacido una estrella | Nominado  |